# Cruce ortodoxă rusă

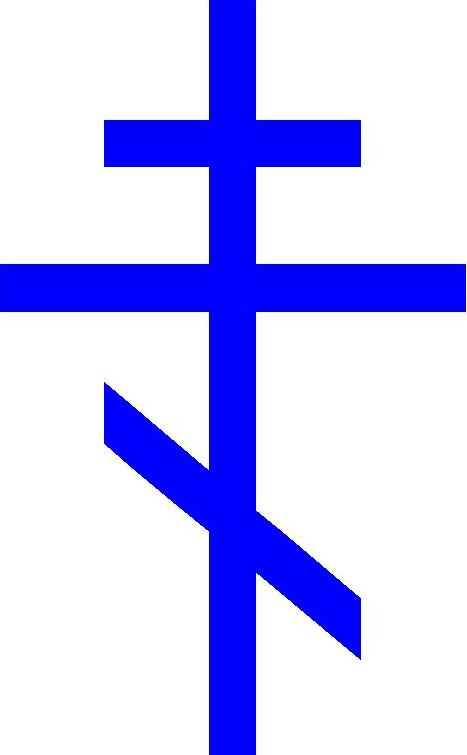
Cruce ortodoxă rusă

Crucea ortodoxă rusă, numită și crucea slavă, este o variantă a crucii patriarhale, compusă dintr-un braț vertical, două orizontale și unul înclinat.
Brațul superior, mai scurt față de cel de-al doilea, reprezintă acrostihul biblic INRI (INBI la greci și IHЦI la slavi). Brațul inferior, care este înclinat, reprezintă suportul de sprijin de la picioare.
Înclinația brațului inferior, conform tradiției, evocă soarta celor doi tâlhari. La stânga față de cel care privește, brațul inferior tinde în sus evocându-l pe tâlharul cel bun (viceversa pe partea dreaptă).